# Juan de Anchieta
Juan de Anchieta (Azpeitia, Guipúzcoa, ca. 1462 - 30 de julio de 1523), sacerdote y compositor español del Renacimiento, fue uno de los mayores exponentes de la polifonía religiosa y profana en España desde finales del siglo XV hasta principios del XVI. 
No confundir con el escultor Juan de Ancheta.

## Su vida

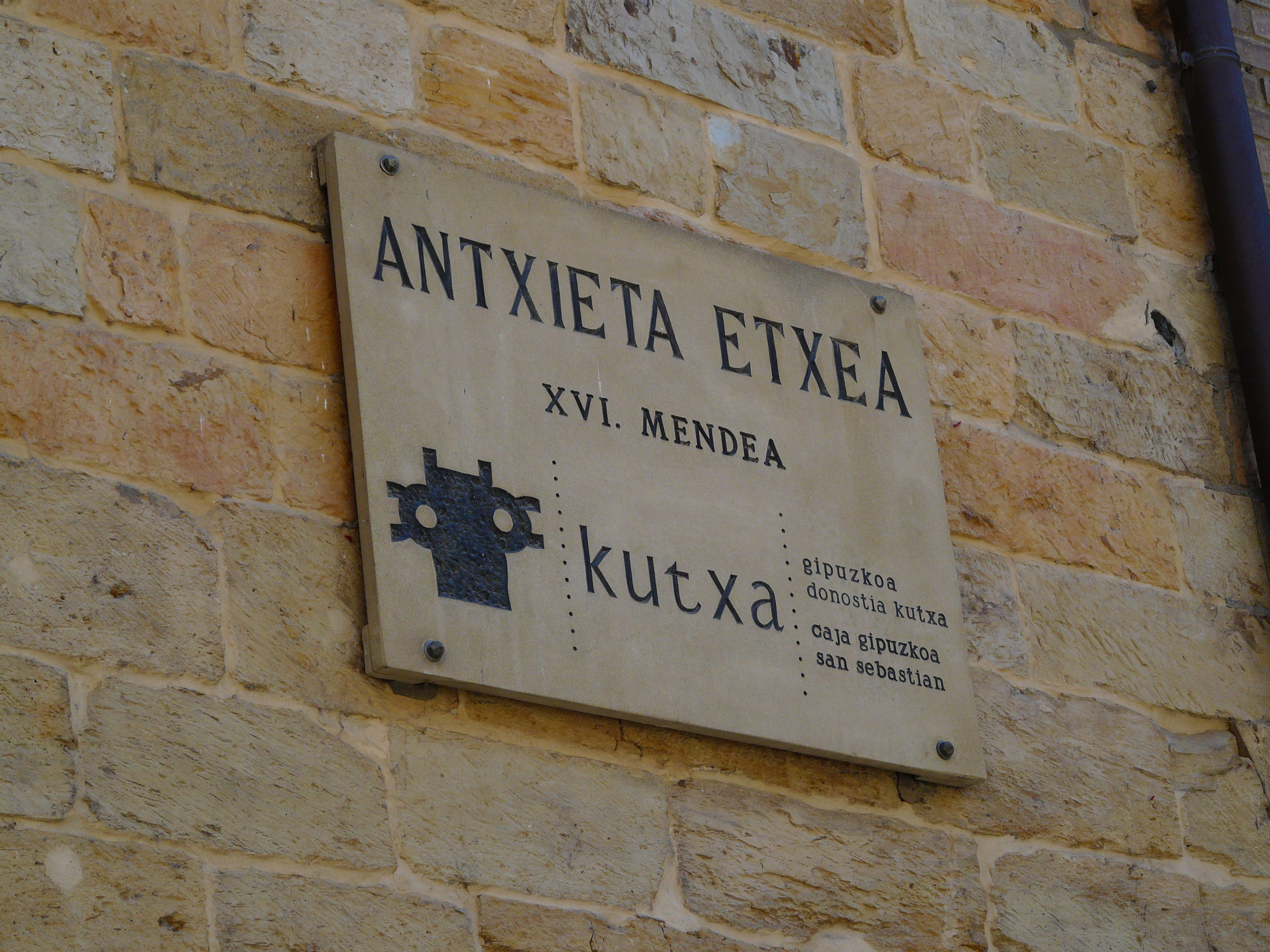
Placa que señala la Casa Antxieta.

Anchieta perteneció a una de las familias más prominentes del Señorío de Guipúzcoa. Fue el segundo hijo de María Veraizas de Loyola y de Martín García de Anchieta y Urtayzaga de Loyola, tío abuelo de San Ignacio de Loyola, fundador de la Compañía de Jesús, además coincidió con él en Arevalo (un municipio y ciudad de Ávila).
Se ignora la fecha exacta de su nacimiento y se sabe muy poco de su juventud y de dónde cursó sus estudios musicales y sacerdotales. Probablemente cantó en el coro de la capilla de Enrique IV de Castilla y posiblemente estudió en la Universidad de Salamanca, donde era profesor de música el hermano mayor de Juan del Encina, Diego de Fermoselle, que ejerció este cargo desde 1481 hasta 1522. 
El 6 de febrero de 1489 fue nombrado capellán y cantor de la capilla de la reina, con un salario de 20.000 maravedíes anuales que fue elevado a 30.000 el 30 de agosto de 1493. Se sabe que en 1492 estuvo presente en la conquista de Granada.
En 1495, Isabel la Católica lo nombró maestro de la capilla musical de su segundo hijo, el infante Juan de Aragón y Castilla, del que sería además maestro de música. Dado que la corte se trasladaba con frecuencia, Anchieta viajó constantemente durante estos años. Después de la muerte del infante, en 1497, volvió al servicio de la reina con la obligación de viajar con la Corte. Fue recompensado con varias prebendas: obtuvo una canonjía en la Catedral de Granada; en 1499 se le nombró prestamero de Villarino, en la diócesis de Salamanca y en 1503, fue nombrado rector de la iglesia parroquial de San Sebastián de Soreasu, en Azpeitia. 
Tras la muerte de la reina en 1504, pasó al servicio de Juana la Loca, lo que le obliga a realizar numerosos viajes tanto en España como al extranjero. En 1505 viajó a Flandes, lugar de donde procedía Felipe el Hermoso. De enero a marzo de 1506 estuvo en el sur de Inglaterra, donde se había detenido la flota real en su viaje de regreso desde Flandes. Durante este periodo se incorporaron a la Capilla Real los famosos compositores franco-flamencos: Pierre de la Rue, Alexander Agricola y Marbriano de Orto, procedentes de la capilla borgoñona de Felipe el Hermoso.
A comienzos de 1509 acompañó a Juana la Loca a su retiro en Tordesillas. Durante este periodo fue también maestro de música de los hijos de la reina, entre ellos del futuro rey Carlos I de España. En 1512, fue nombrado capellán y cantor de la Capilla Real de Fernando el Católico, cargo que mantendría hasta la muerte del rey en 1516. Su salario entre 1507 y 1516 fue de 45.000 maravedíes anuales. El 20 de febrero de 1515, durante una visita al hogar familiar en Azpeitia, tuvo un enfrentamiento con sus dos hermanos pequeños, a resultas del cual pasó una breve temporada en la cárcel de Pamplona. En 1518 fue nombrado Abad de la Abadía de Arbas, en la diócesis de León, y su sobrino García de Anchieta le sucedió como rector de la parroquia de San Sebastián de Soreasu, aunque sería asesinado poco después. No se conoce la fecha exacta, pero en algún momento entre 1515 y 1520 tuvo un hijo con una vecina de Azpeitia llamada María Martínez de Esquerrategui, que se llamaría como él, Juan de Anchieta.
El 15 de agosto de 1519, a la edad de 57 años, Carlos I lo separó de la Capilla Real por considerarlo mayor, pero mantuvo el sueldo de 45.000 maravedíes anuales. 
Ya enfermo, se retiró sus últimos años a Azpeitia, de donde sería párroco. Mediante una dispensa papal se le permitió transferir sus ingresos obtenidos del beneficio de Villarino a un nuevo convento de hermanas franciscanas que él mismo había fundado en Azpeitia, donde residiría el resto de su vida y donde asimismo quería ser enterrado. El 19 de febrero de 1522 firmó su testamento ante el escribano de Azpeitia, Juan Martínez de Lasao, declarando a su sobrina Ana de Anchieta (hija de su difunto hermano Pedro García de Anchieta) su heredera universal y dejando a su hijo una renta de 400 ducados de oro, como consta en la siguiente cláusula de su testamento:
Item, digo que mando a Juan de Anchieta, mi hijo, que hube en María Martinez de Esquerrategui, vecina de esta vila, mujer suelta, cuatrocientos ducados de oro, por amor de Dios porque no le quedan otros bienes algunos, y para con que se críe y se alimente, y tenga con cual estudiar, e para su casamiento.
Finalmente, el 30 de julio de 1523, murió en el suntuoso Palacio Antxieta de estilo mudéjar que había mandado construir a principios del siglo XVI, enfrente de la parroquia de San Sebastián de Soreasu y que aún se conserva. Contrariamente a sus deseos no fue enterrado en el convento franciscano, sino en la parroquia de San Sebastián de Soreasu.
El compositor fue redescubierto para la historia de la música a finales del siglo XIX, cuando se descubrió el famoso Cancionero de Palacio en el Palacio Real de Madrid. El compositor y musicólogo Francisco Asenjo Barbieri lo transcribió y publicó en 1890 con el nombre de Cancionero musical de los siglos XV y XVI, proporcionando en la introducción del libro algunos datos sobre algunos de los compositores con obras en el manuscrito, entre ellos Anchieta.

## Su obra
Como sucede con todos los compositores más representativos de su época, a excepción de Juan del Encina, compuso música profana con texto en castellano para los festejos y fiestas cortesanas y música religiosa en latín destinada al culto religioso. La música de Juan de Anchieta está influida por Francisco de Peñalosa, mostrando gran originalidad. Las austeras melodías y la alternancia entre polifonía y gregoriano, como puede observarse en el responsorio Libera me, Domine y en la antífona Salve Regina, tendrá gran influencia en la música española y su estilo perdurará incluso bajo la influencia del Barroco. 
Solo han sobrevivido 16 piezas en los manuscritos en los que figura el nombre de Anchieta a la cabeza: 4 obras de tema profano con texto en castellano, 2 misas, 2 Magníficat, un Salve Regina y 7 motetes. Dos de estas obras, aunque asignadas a Anchieta, podrían pertenecer a otros compositores. Además, basándose en consideraciones estilísticas, le han sido atribuidas varias obras anónimas: 4 pasiones, un Kyrie y 10 motetes. Tenemos por tanto alrededor de 30 obras que se han conservado, incluyendo las atribuidas.
A continuación se detallan las obras conservadas de Juan de Anchieta. Los códigos de la columna de "Fuentes" musicales se especifican más abajo. Los de la columna de "Grabaciones" se especifican en la sección de "Discografía".
| Número                    | Obra                                        | Voces | Forma musical | Fuentes                                          | Grabaciones                                      | Comentarios |
| Obras seculares           |                                             |       |               |                                                  |                                                  | |
| ------------------------- | ------------------------------------------- | ----- | ------------- | ------------------------------------------------ | ------------------------------------------------ | --- |
| 1                         | Con amores, la mi madre                     | 4     | villancico    | CMP                                              | SBA, BER, PRW, FCO, LON, ACC, TNC, DUF, DOG, PSY | |
| 2                         | Donsella, madre de Dios                     | 3     | villancico    | CMP                                              |                                                  | |
| 3                         | Dos ánades, madre                           | 3     | villancico    | CMP                                              | HES, PMA, SAV, CIB                               | |
| 4                         | En memoria d’Alixandre                      | 4     | romance       | CMP                                              | MUN, WAV, EMF, MIN                               | |
| Obras religiosas          |                                             |       |               |                                                  |                                                  | |
| Misas y partes de la misa |                                             |       |               |                                                  |                                                  | |
| 5                         | Missa quarti toni                           | 4     | misa          | T23                                              | TOR, PMA, SCH(K-G)                               | También se la conoce como Missa Sine nomine. La tercera voz del Agnus Dei utiliza la famosa melodía L'homme armé y también es utilizada parcialmente en el Kyrie, el Sanctus y el Benedicamus. El tema principal del Gloria procede de la Misa XV del Graduale Romanum.                            |
| 6                         | Missa Rex virginum                          | 4     | misa          | BAR(K-G), CMS(G-C), TZ2(K-G-C), COI(C)           | RES(K-G), CAB                                    | Incompleta, solo consta de Kyrie, Gloria y Credo. También se la conoce como Misa de Nuestra Señora. Pertenece al estilo de las misas llamadas "paráfrasis". |
| --                        | Missa Ea iudios a enfardelar                |       | misa          |                                                  |                                                  | Obra perdida. Aparece mencionada en la obra de Francisco de Salinas De musica libri septem, publicada en 1577. Estaba basada en una canción popular: Ea, judíos, a enfardelar; que mandan los reyes que paséis la mar, compuesta con motivo de la expulsión de los judíos por los Reyes Católicos. |
| 7                         | Kyrie1                                      | 4     | Kyrie tropado | CMS                                              |                                                  | tropo: Qui expansis |
| Magnificat y pasiones     |                                             |       |               |                                                  |                                                  | |
| 8                         | Magnificat (sexti toni)                     | 3     | Magnificat    | CMS, T23                                         | SAB, CAB                                         | |
| 9                         | Magnificat (tertii toni)                    | 4     | Magnificat    | T23                                              |                                                  | |
| 10                        | Pasión según San Mateo2                     | 4     | pasión        | VAL                                              |                                                  | |
| 11                        | Pasión según San Marcos2                    | 4     | pasión        | VAL                                              |                                                  | |
| 12                        | Pasión según San Lucas2                     | 4     | pasión        | VAL                                              |                                                  | |
| 13                        | Pasión según San Juan2                      | 4     | pasión        | VAL                                              |                                                  | |
| Motetes                   |                                             |       |               |                                                  |                                                  | |
| 14                        | Ave sanctissima Maria1                      | 3     | motete        | CMS                                              | PMA                                              | |
| 15                        | Ave verum corpus1                           | 4     | motete        | CMS                                              |                                                  | |
| 16                        | Conditor alme siderum                       | 3     | motete        | CMS                                              | CAB, AGO                                         | Las dos voces inferiores son instrumentales. |
| 17                        | Domine Jesu Christe qui hora in diei ultima | 4     | motete        | CMS, T23, TZ5, VAL, C12, C32, SEV, CML           | ODH, CAB, VIA                                    | Autoría dudosa. Las fuentes CMS y SEV se lo atribuyen a Juan de Anchieta y la fuente TZ5 a Francisco de Peñalosa. |
| 18                        | Domine, ne memineris                        | 4     | motete        | CMS                                              | AGO                                              | |
| 19                        | Domine, non secundum peccata nostra         | 3     | motete        | CMS                                              | CAB, AGO, VIA                                    | |
| 20                        | In passione Domini1                         | 4     | motete        | CMS                                              | ODH, CAB                                         | |
| 21                        | Libera me, Domine                           | 4     | motete        | TZ5, T23                                         | EGB, ORL, ODH, SCH, VIA                          | Atribuida. Podría también deberse a Josquin Des Pres |
| 22                        | Salve regina                                | 4     | motete        | BAR, SEV, T23                                    | PMA                                              | Alterna el canto gregoriano y la polifonía en diez partes. |
| 23                        | Salve sancta facies1                        | 3     | motete        | CMS                                              | ODH                                              | |
| 24                        | Salve sancta parens1                        | 4     | motete        | BAR                                              | PMA                                              | |
| 25                        | Sancta Maria1                               | 3     | motete        | CMS                                              |                                                  | |
| 26                        | Virgo et mater                              | 4     | motete        | CMS, SEV, T23                                    | PMA                                              | |
| 27                        | O bone Jesu                                 | 4     | motete        | BAR, ORF, C12, C32, C48, C53, CMS, T23, VEN, CML | EMC, SCH, CAB                                    | Autoría dudosa. La fuente BAR se lo atribuye a Francisco de Peñalosa, la CMS a Juan de Anchieta, la T23 a Antonio de Ribera y la VEN a Loyset Compère. |
| 28                        | Dixit Dominus3                              |       | motete        |                                                  | CAB                                              | |
| 29                        | Confitebor Tibi, Domine3                    |       | motete        |                                                  | CAB                                              | |
| 30                        | Beatus vir3                                 |       | motete        |                                                  | CAB                                              | |
| 31                        | Congratulamini mihi4                        |       | motete        |                                                  | CAB                                              | |
| 32                        | O Crux ave1                                 | 4     | motete        | CMS                                              |                                                  | |

- (1) Obra anónima atribuida a Anchieta por Samuel Rubio basada en el análisis de la técnica compositiva.
- (2) Pasiones anónimas atribuidas a Anchieta halladas en la Iglesia de Santiago de Valladolid. Están basadas en melodías publicadas por el Cardenal Cisneros en la obra Passionarium Toletanum (Toledo, 1516).
- (3) Salmos atribuidos a Anchieta por Dionisio Preciado.
- (4) Es la última obra localizada de Anchieta. Se incluye en el tratado de tecla Arte nouvamente inventada pera aprender a tagner de Gonzalo de Baena (Lisboa, German Galharde, 1540).

Estas obras se encuentran en las siguientes fuentes:
Manuscritos:
- BAR - Barcelona, Biblioteca de Catalunya, Ms 454 (Cancionero de Barcelona) (E-Bbc 454)
- ORF - Barcelona, Orfeó Catalá, ms. 5 (E-Boc 5)
- C12 - Coimbra, Biblioteca Geral da Universidade, MS M.12 (P-Cug M.12)
- C32 - Coimbra, Biblioteca Geral da Universidade, MS M.32 (P-Cug M.32)
- C48 - Coimbra, Biblioteca Geral da Universidade, MS M.48 (P-Cug M.48)
- C53 - Coimbra, Biblioteca Geral da Universidade, MS M.53 (P-Cug M.53)
- CML - Lisboa, Biblioteca Nacional Colecçāo Dr. Ivo Cruz, MS 60 (Cancionero de Lisboa) (P-Ln Res C.I.C. 60)
- CMP - Madrid, Biblioteca Real, MS II - 1335 (Cancionero de Palacio) (E-Mp 1335)
- CMS - Segovia, Catedral, Archivo Capitular, s.s. (Cancionero de Segovia) (E-SE s.s)
- SEV - Sevilla, Catedral Metropolitana, Biblioteca Capitular y Colombina, Ms. 5-V-20 (E-Sc 5-V-20)
- T23 - Tarazona, Archivo Capitular de la Catedral, ms. 2/3 (E-TZ 2/3)
- TZ5 - Tarazona, Archivo Capitular de la Catedral, ms. 5 (E-TZ 5)
- VAL - Valladolid, Parroquia de Santiago, MS s.s. (olim Diego Sánchez Codex) (E-Vp s.s)

Libros impresos:
- [VEN] - 1519 - Motetti de la corona. Libro tertio. Venecia, O. Petrucci

## Discografía
- 1958 - [SBA] Ancient Songs from Italy and Spain - Récital. Gérard Souzay, Dalton Baldwin. Claves 50-2412 (Reedición 2000)
- 1973 - [MUN] Music from the court of Ferdinand and Isabella. Early Music Consort of London. David Munrow. EMI (Japan) TOCE-6198.
- 1976 - [BER] Canciones españolas.  Teresa Berganza, Narciso Yepes y Félix Lavilla. Deutsche Grammophon 435 648-2.
- 1976 - [EMC] The Art of the Netherlands. The Early Music Consort of London. David Munrow.
- 1977 - [HES] Canciones y Danzas de España. Lieder und Tänze der Cervantes-Zeit (1547-1616). Hespèrion XX. Jordi Savall. EMI "Reflexe" 7 63145 2.
- 1982/1990 - [PMA] Música en la obra de Cervantes. Pro Mvsica Antiqua de Madrid. Miguel Á. Tallante. MEC 1028 CD
- 1987 - [TOR] Polifonia Sacra nel Rinascimiento spagnolo. Corale Universitaria di Torino. Dario Tabia. Bongiovanni GB 1905-1975
- 1991 - [SAV] El Cancionero de Palacio, 1474-1516. Música en la corte de los Reyes Católicos. Hespèrion XX. Jordi Savall.    Astrée (Naïve) ES 9943.
- 1991 - [PRW] From a Spanish Palace Songbook. Music from the time of Christopher Columbus. Margaret Philpot, Shirley Rumsey, Christopher Wilson. Hyperion "Helios" 55097.
- 1992 - [WAV] 1492 - Music from the age of discovery. Waverly Consort. Michael Jaffee. EMI Reflexe 54506.
- 1992 - [SAB] Música litúrgica en la España de Colón. Cancionero de Segovia. Grupo de Música "Alfonso X el Sabio". Luis Lozano Virumbrales. Decca 436 116-2
- 1996 - [FCO] All the King's Men. Henry VIII & the Princes of the Renaissance. I Fagiolini. Robert Hollingworth. Concordia. Mark Levy. Metronome 1012.
- 1995 - [LON] A Royal Songbook. Spanish Music from the time of Columbus. Musica Antiqua of London. Philip Thorby. Naxos 8.553325.
- 1996 - [ACC] Cancionero Musical de Palacio. Ensemble Accentus. Thomas Wimmer. Naxos 8.553536.
- 1997 - [OAK] Lanterns of Fire. Love and the Mystic in Renaissance Spain. Live Oak and Company. Centaur 2316.
- 1998 - [EGB] Pedro de Escobar: Requiem. Ensemble Gilles Binchois. Dominique Vellard. Virgin Veritas 45328.
- 1998 - [EMF] De Antequera sale un moro. Ensemble Música Ficta. Carlos Serrano. Jade 74 321 79256-2.
- 2000 - [MIN] Plaser y gasajo. Música cortesana en tiempos del Papa Alejandro VI. Capella de Ministrers. Carles Magraner. Auvidis Ibèrica (Naïve) AVI 8027.
- 2000 - [PMA] Anchieta: Missa Sine Nomine / Salve Regina. Capilla Peñaflorida, Ministriles de Marsias. Josep Cabré.    Naxos 8.555772.
- 2000 - [VIA] Música Sacra en la época de Carlos V. Capilla Príncipe de Viana. Àngel Recasens. Clara Vox - Àudiovisuals 5.1734
- 2001 - [RES] Resonanzen 2001. Viva España ! Capilla Flamenca. Dirk Snellings. ORF "Edition Alte Musik" CD 281 (3CD).
- 2001 - [TNC] ¡Baylado!. Music of Renaissance Spain. The Terra Nova Consort. Dorian 90298.
- 2002 - [DUF] Cancionero. Music for the Spanish Court 1470-1520. The Dufay Collective. Avie AV0005.
- 2002 - [ORL] The Toledo Summit. Early 16th c. Spanish and Flemish Songs and Motets. The Orlando Consort. Harmonia Mundi USA 907328.
- 2003 - [AGO] Cancionero de Segovia. Manuscrito Musical s.s. del Archivo de la Catedral. Coral Ágora de Segovia. (Información en coralagora.com)
- 2003 - [DOG] A Quiet Thing. David Daniels, Craig Ogden. Virgin Classics (USA) VCL 456012C.
- 2004 - [ODH] Peñalosa: Un Libro de Horas de Isabel La Católica. Odhecaton. Paolo Da Col. Bongiovanni 5623.
- 2004 - [SCH] Música litúrgica en tiempos de Isabel la Católica. Schola Gregoriana Hispana, Coral "Ciudad de granada", Ensemble La Danserye, Coro "Manuel de Falla" de la Universidad de Granada. Universidad de Granada. AMB-04004-CD
- 2005 - [CAB] Juan de Anchieta: Missa Rex Virginum - Motecta. Capilla Peñaflorida. Josep Cabré. K 617
- 2006 - [ROS] Rosa das Rosas. The Rose Ensemble. Rose 7.
- 2006 - [CIB] La Spagna. Felipe I El Hermoso. Mecenas de la música europea. Camerata Iberia. Juan Carlos de Mulder. Open Music BS 059 CD
- 2007 - [PSY] Jubilation. Christopher Parkening, Jubilant Sykes. EMI Classics 575912B